# Головатюк Євген Іванович
Євген Іванович Головатюк (нар. 28 вересня 1938, Лозувата) — український театральний актор і режисер; заслужений діяч мистецтв УРСР з 1977 року.

## Біографія
Народився 28 вересня 1938 року в селі Лозуватій Липовецького району Вінницької області. Навчався у Київському інституті театрального мистецтва. 1961 року закінчив акторський факультет (викладач Володимир Неллі). З 1964 року — актор Миколаївського російського театру драми; з 1971 року — актор Дніпропетровського російського театру імені Горького.
1973 року закінчив режисерський факультет Київськомуго інституту театрального мистецтва (викладач Василь Харченко).
Працював режисером Донецького обласного російського театру юного глядача. У 1975—1976 роках стажувався в Москві, у народного артиста СРСР Юрія Завадського. Член КПРС з 1976 року.
У 1976–1984 роках — головний режисер Донецького українського музично-драматичного театру імені Артема; у 1984–1988 роках — Полтавського українського музично-драматичного театру імені М. Гоголя; у 1988–1991 роках — Запорізького театру юного глядача. У 1991–1994 і 1996–2000 роках — режисер-постановник Вінницького українського музично-драматичного театру імені М. Садовського. У 1994–1996 роках — головний режисер, а від 2000 року — художній керівник Луганського російського драматичного театру. З 2009 року — головний режисер Запорізького українського музично-драматичного театру імені Магара.

## Творчість
вистави
- «Тримайся, Альошо!» за романом «Вуркагани» І. Микитенка (1973);
- «Перш ніж проспіває півень» І. Буковчана (1974);
- «Батько» Я. Верещака (1978);
- «Запитай колись у трав» Я. Стельмаха (1983);
- «Маруся Богуславка» М. Старицького (1986);
- «Аристократ із Вапнярки» за О. Чорногузом (1989);
- «Плаха» за Ч. Айтматовим (1990);
- «Тартюф» Ж.-Б. Мольєра (1995);
- «Перед заходом сонця» Ґ. Гауптманна (2000);
- «Лихо з розуму» О. Грибоєдова (2003);
- «Блез» К. Маньє (2004).

ролі
- Трофимов («Вишневий сад» А. Чехова);
- Лісео («Дурненька» Лопе де Веги);
- Тимофій Рваний («Піднята цілина» за М. Шолоховим).

2009 року знявся в кінофільмі «Дума про Тараса Бульбу».